# Tiende

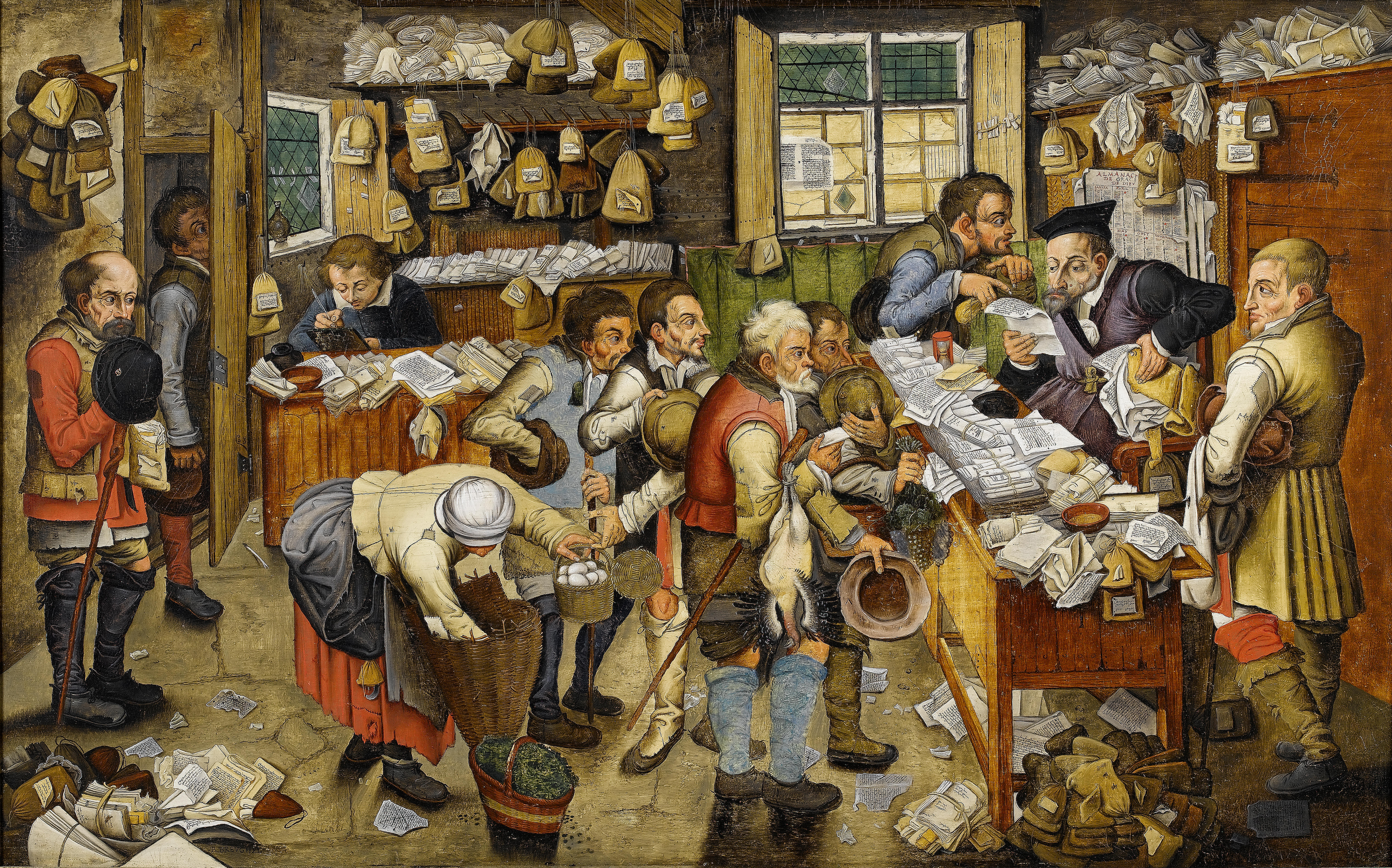
De betaling van de tienden (Pieter Brueghel de Jonge, 1618)

Een tiende of tiendrecht (Latijn: decima) is een vorm van belasting geheven door een religieuze of wereldlijke autoriteit ten belope van een tiende deel van de jaarlijkse opbrengst. Uit de middeleeuwen zijn echter ook andere fracties bekend. Tienden konden worden geheven in geld of in natura.

## Jodendom
In de Hebreeuwse Bijbel sprak de wet van Mozes over het afdragen van tiende van de oogst (Deuteronomium 12:11).
In het verhaal in Genesis 14 ontmoet Abraham (in deze passage nog Abram genoemd) na een succesvolle slag Melchisedek, die als koning van Salem en priester van de Allerhoogste God wordt geïntroduceerd. Abram gaf Melchisedek een tiende van de buit. Deze passage is waarschijnlijk in de Perzische of hellenistische tijd in de tekst over Abraham en de koning van Sodom ingepast en moet dan ook etiologisch worden geïnterpreteerd. De plicht om tienden aan de tempel in Jeruzalem af te dragen, werd gelegitimeerd door het verhaal over Abraham.

## Christendom
De tiende werd in Europa ten tijde van het Romeinse Rijk ingevoerd. Kerkelijke tienden waren aanvankelijk een vrijwillige bijdrage door gelovigen. In 585 verklaarde de Synode van Mâcon degenen die geen tienden afstonden tot "dieven en rovers van Gods goed". Capitularia van Pepijn de Korte (765) en Karel de Grote (779) stelden de afdracht verplicht. De opbrengst werd gebruikt voor het levensonderhoud van parochiepriesters, de instandhouding van kerkgebouwen en de financiering van de armenzorg. De regel was dat iedereen een tiende deel van zijn oogst zou afdragen. Een derde van de tiende werd besteed aan sociale werken, een derde kwam toe aan de dorpspastoor en een derde aan de parochiekerk. In gebieden waar de tiende pas in latere eeuwen werden ingevoerd, kwam er ook een deel toe aan de bisschop.

## Van kerkelijk goed naar leengoed
Alhoewel de tiende in principe een kerkelijke en sociale belasting was, kwam ze op sommige plaatsen toch in het lekenbezit terecht. Omdat een tiende in principe een financieel goed was, kon men ze namelijk ook perpetueel te gelde maken. Soms kwam een tiende daardoor zelfs in het leengoed terecht.
In dorpen waar een kerk tot stand gekomen was uit een lekeninitiatief (een eigenkerk van een dorpsheer bijvoorbeeld), werd de tiende echter soms onrechtmatig toegeëigend door de eigenaar van die kerk (usurpatie). Tegen dergelijke wantoestanden werd door de kerkelijke overheid hard opgetreden.

### Tiendrecht
Het tiendrecht in Holland nam in het Rooms-Hollands recht een aparte plaats in. Hoewel men tegenwoordig zou vermoeden dat het een vorm van belasting betrof, moet het eigenlijk onder het burgerlijk recht worden geschaard. Hugo de Groot plaatste het bij zijn indeling van beperkte zakelijke rechten in erfdienstbaarheden, "tocht" en "rechten minder dan tocht" onder de laatste categorie.

## Soorten tienden en inning

### Varianten
- De tiende op gewassen werden ook vruchttiende genoemd.
- Vleestienden of bloedtienden: vervingen de gewone tienden in gebieden waar de veeteelt domineerde of waar de landbouwers via veeteelt probeerden aan de belasting te ontsnappen.
- Novale tienden: tiende van de opbrengst op nieuwe gewassen of van gewassen op nieuw ontgonnen grond.[4]
- De grote of grove tiend, ook wel korentiende (soms gespeld als 'koorntiende') genoemd, had betrekking op graangewassen, zoals rogge, tarwe, haver en gerst, en boekweit
- De kleine of smalle tiend had betrekking op gewassen als peulvruchten, wortelen en knollen, hop en dergelijke
- De krijtende tiend of bloedtiend had betrekking op pasgeboren dieren
- Lichte en zware tienden
- Tiende in functie van een specifieke bebouwing: hooitiende, houttiende, hoptiende, wijntiende, ...
- Schoof: Omdat de tiende moest verdeeld worden tussen drie of vier instellingen (armen, kerk, pastoor en eventueel bisdom) kon een van de partijen zijn deel apart ophalen. Men spreekt dan over de "derde schoof" of "vierde schoof".

### Wijze van inning

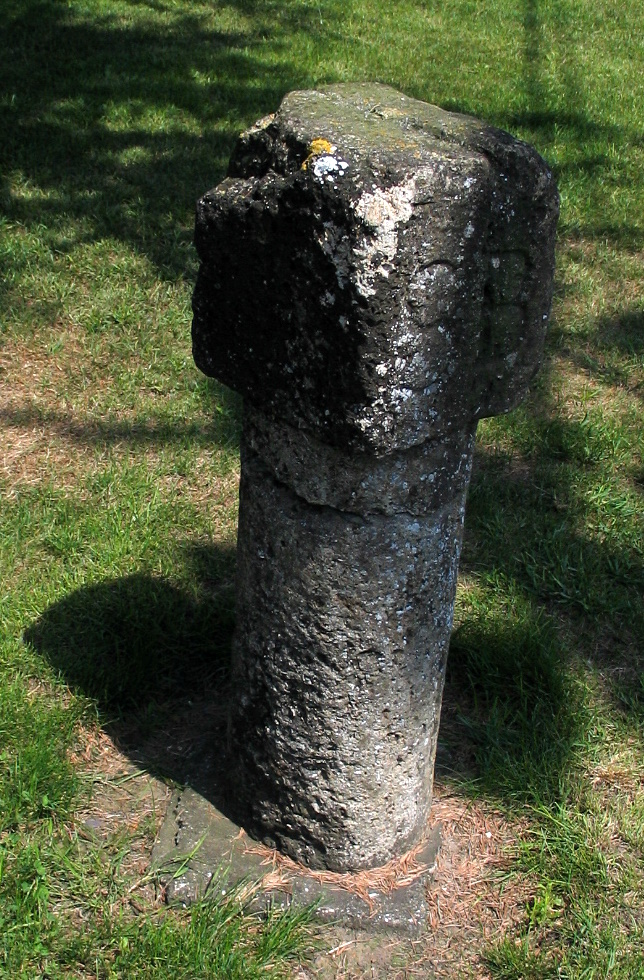
Een tiendpaal in Sint-Margriete uit 1654

De inning gebeurde aanvankelijk in natura, waarbij men letterlijk een tiende deel van een oogst op de velden ging ophalen.
In latere tijden werd de tiende dikwijls verpacht (aan een zogenaamde tiendesteker). Met de tijd werd de tiende ook voldaan in klinkende munt.
De tienden konden worden opgeslagen in een tiendschuur, of spijker. De meeste imposante zijn de schuren van uitgestrekte abdijdomeinen, zoals die van de Abdij van Herkenrode of de landcommanderij van Alden Biesen.
In dorpen waar de tiende door meerdere partijen werd opgehaald, werd het inningsgebied zorgvuldig afgebakend of via een tiendebeschrijving te boek gesteld. Soms kan men nog hardstenen paaltjes aantreffen, die destijds dienstdeden als afbakening van een tiendblok. Dit zijn de zogenaamde tiendpalen.
Het inningsgebied werd in deelgebieden verdeeld, dit werden tiendblokken of klampen genoemd.

## Franse Revolutie
Tijdens de Franse Revolutie werden de tienden zonder meer afgeschaft door de decreten van 4-11 augustus 1789. Dit betekende voor de kerk een minderinkomst van 100 à 110 miljoen livres per jaar.

## Afschaffing in Nederland
Met het inwerkingtreden op 1 januari 1909 van de Tiendwet 1907 verviel in Nederland de tiendplichtigheid. De gerechtigden van de tiendheffing werden door de regering schadeloos gesteld; de tiendplichtigen werden door de regering belast met een dertigjarige rente op hun grond, de tiendrente.

## Kerkbelasting
In sommige landen (onder andere Duitsland) worden tienden tot op heden nog steeds geïnd, namelijk indien men lid is van een parochie. Dit heet kerkbelasting of, in het Duits: Kirchensteuer. De belasting is echter niet 10% van het inkomen, maar 9% (in deelstaten Baden-Württemberg en Bayern) of 8% (in overige deelstaten) van de geheven inkomstenbelasting.